# Csákány Márta
Csákány Márta (Dr. Csákány Györgyné szül. Steiner Márta) (Budapest, 1920. április 2. – Balatonfüred, 2006. június 16.) Balázs Béla-díjas magyar szinkronrendező.

## Életpályája
Steiner Soma és Goldstein Ilona gyermekeként született. 1957-től mintegy évi 20–30 film szinkronrendezője volt.
2006. június 16-án hunyt el Balatonfüreden (Arácson).

## Magánélete
1941-ben házasságot kötött Dr. Csákány György radiológussal. Két gyermekük született; György (Csákány György Mátyás, 1946-2022) és Csákány Zsuzsa (1949).

## Szinkronrendezései
- Színes fátyol (1934)
- Rómeó és Júlia (1936)
- Angyal (1937)
- Viharos alkonyat (1937)
- A játékszabály (1939)
- Bumeráng (1947)
- Mi ketten egyedül (1952)
- Éjszakai kísértet (1953)
- Julius Caesar (1953)
- Meggyónom (1953)
- Viharok (1953)
- Luxustutajon (1954)
- A barátnők (1955)
- Papa, mama, a feleségem meg én (1955)
- Főutca (1956)
- A vád tanúja (1957)
- Én és a tábornok (1958)
- A nevelő (1958)
- Ármány és szerelem (1959)
- Ballada a katonáról (1959)
- A bíró (1959)
- Borús reggel (1959)
- Napkelte előtt (1959)
- A púpos (1959)
- Rózsák az államügyésznek (1959)
- Vagányok éjszakája (1959)
- Emberek a hídon (1960)
- A kalandor (1960)
- A kapitány (1960)
- Öt töltényhüvely (1960)
- Szombat este, vasárnap reggel (1960)
- A varázsemberke (1960)
- Álom luxuskivitelben (1961)
- A béke első napja (1961)
- Egy csepp méz (1961)
- A gyilkos (1961)
- Házastársam, a detektív (1961)
- Ítélet Nürnbergben (1961)
- Nem kell kopogni (1961)
- Előzés (1962)
- Kiadó szoba (1962)
- Ne bántsátok a feketerigót! (1962)
- Szerencse a szerelemben (1962)
- Forróság (1963)
- A gyilkos és a lány (1963)
- Ruha teszi az embert (1963)
- Sikoly (1963)
- Vasárnap New Yorkban (1963)
- A gyilkossági ügy (1964)
- Fekete Péter (1964)
- Robbantsunk bankot! (1964)
- Egy szöszi szerelme (1965)
- Intim megvilágításban (1966)
- Nem félünk a farkastól (1966)
- Sógorom, a zugügyvéd (1966)
- Furcsa pár (1968)
- A Karamazov testvérek (1969)
- Minden eladó (1969)
- Utazás a Nap túlsó oldalára (1969)
- Mesélő körhinta (1970)
- Sherlock Holmes magánélete (1970)
- Az utolsó Leó (1970)
- Áldd meg az állatokat és a gyermekeket! (1971)
- Felszarvazták őfelségét! (1971)
- Lear király (1971)
- Leonardo da Vinci (1971)
- Tombol a hold (1971)
- A hatalom játékai (1972)
- Agatha asszony nagy utazása (1973)
- Nevem: Senki (1973)
- A sárga Fiat három utasa (1973)
- Sivatagban, őserdőben (1973)
- Mussolini végnapjai (1974)
- Magukra maradtak (1975)
- Száll a kakukk fészkére (1975)
- Csúfak és gonoszak (1976)
- Macska a forró bádogtetőn (1976)
- Etűdök gépzongorára (1977)
- Férfias idők (1977)
- Hazatérés (1978)
- Kramer kontra Kramer (1979)
- Hárman a slamasztikában (1980)